# Bonnie and Clyde (miniserie)
Bonnie and Clyde (también conocida como "Bonnie and Clyde: Dead and Alive") es una miniserie estadounidense transmitida del 8 de diciembre del 2013 hasta el 9 de diciembre del 2013 por medio de las cadenas A&E, History y Lifetime.

## Historia
La miniserie de dos partes se basa en la verdadera historia de Bonnie Parker y Clyde Barrow, Clyde un condenado y carismático ladrón armado que se enamora de Bonnie una impresionable y ambiciosa joven casada de un pequeño pueblo que desea convertirse en una actriz y que juntos a principios de la década de 1930 comienzan a realizar juergas de los crímenes más infames de la historia de Estados Unidos.

## Personajes

### Personajes Principales
| Actor             | Personaje            | Ocupación                                                | N.º de episodios |
| ----------------- | -------------------- | -------------------------------------------------------- | ---------------- |
| Holliday Grainger | Bonnie Parker        | Criminal de la banda "Barrow Gang" - (Ladrona de Bancos) | 2                |
| Emile Hirsch      | Clyde Barrow         | Criminal de la banda "Barrow Gang" (Ladrón de Bancos)    | 2                |
| William Hurt      | Frank Hamer          | Ranger de Texas                                          | 2                |
| Lane Garrison     | Marvin "Buck" Barrow | Criminal de la banda "Barrow Gang"                       | 2                |
| Sarah Hyland      | Blanche Barrow       | Criminal de la banda "Barrow Gang"                       | 2                |
| Austin Hébert     | Ted Hinton           | Sheriff Adjunto de Texas                                 | 2                |
| Elizabeth Reaser  | P.J. Lane            | Reportera del "The Herald"                               | 2                |
| Holly Hunter      | Emma Parker          | -                                                        | 2                |
| Dale Dickey       | Cummie Barrow        | -                                                        | 2                |

### Personajes Secundarios
| Actor              | Personaje                   | Ocupación                                               | N.º de episodios |
| ------------------ | --------------------------- | ------------------------------------------------------- | ---------------- |
| Desmond Phillips   | Raymond "Ray" Hamilton      | Criminal de la banda "Barrow Gang"                      | 2                |
| Garrett Kruithof   | Henry Methvin               | Criminal de la banda "Barrow Gang" - (Ladrón de Bancos) | 2                |
| David Carpenter    | Jameson Lemmons             | -                                                       | 2                |
| David Jensen       | Henry Barrow                | -                                                       | 2                |
| Jack Thompson      | -                           | -                                                       | 2                |
| Aaron Jay Rome     | Ralph Fults                 | Criminal de la banda "Barrow Gang"                      | 1                |
| John Tabler        | Harley Grace                | Capitán                                                 | 1                |
| Terry Dale Parks   | Smoot Schmid                | -                                                       | 1                |
| Dean J. West       | Roy Thornton                | -                                                       | 1                |
| Griff Furst        | Sargento Coop               | Oficial                                                 | 1                |
| Sinclair DuMont    | Nell Barrow                 | -                                                       | 1                |
| Patrick Flanagan   | Edward Bryan "E.B." Wheeler | Policía de la Carretera                                 | 1                |
| Wayne Pére         | Doyle Johnson               | -                                                       | 1                |
| Doc Whitney        | John Bucher                 | -                                                       | 1                |
| Jason Kirkpatrick  | Bud Russell                 | -                                                       | 1                |
| Jim Gleason        | John Love                   | -                                                       | 1                |
| Dave Hager         | Iverson Methvin             | -                                                       | 1                |
| Jay Oliver         | Howard Hall                 | -                                                       | 1                |
| Paul Sanchez       | Bailiff                     | -                                                       | 1                |
| Ritchie Montgomery | Turner                      | -                                                       | 1                |

## Episodios
- Parte 1: Cuenta la historia de la infancia de Clyde Barrow, quien crece en la zona rural de Texas junto a su hermano mayor Buck Barrow, pronto ambos comienzan a robar gallinas y más tarde pasan un tiempo en prisión por robar otras cosas. Después de que Buck termina encarcelado de nuevo Clyde se encuentra y enamora de Bonnie Parker, una joven recién casada que sueña en convertirse en una estrella de cine de Hollywood. Pronto Clyde y Bonnie comienzan una serie de robos a bancos y siempre se mantienen un paso adelante de la policía mientras realizan sus robos en los bancos más grandes del estado.

- Parte 2: Clyde le pide a su hermano Buck, quien recientemente se había casado con Blanche Barrow, que lo ayude y él acepta, no queriendo quedarse sola en casa Blanche decide unirse a su esposo y así se convierte en el cuarto miembro de la banda conocida como "Barrow Gang". Bonnie empuja a Clyde a cometer delitos más peligrosos para que así su nombre salga en los titulares más importantes de los periódicos, por lo que la banda comienza a robar en bancos que se encuentran en la frontera del estado, sin embargo los crímenes y asesinatos que comenten pronto los llevan a su muerte.

## Premios y nominaciones
| Año  | Categoría                                                            | Premio                                | Nominado (a)                                   | Resultado |
| ---- | -------------------------------------------------------------------- | ------------------------------------- | ---------------------------------------------- | --------- |
| 2014 | Best Actress in a Movie or Mini-Series                               | Critics' Choice Television Award      | Holliday Grainger                              | Nominada  |
| 2014 | Best Mini-Series                                                     | Critics' Choice Television Award      | Bonnie and Clyde                               | Nominado  |
| 2014 | Television Movie or Mini-Series                                      | Excellence in Production Design Award | Derek R. Hill, Sean Ryan Jennings & Ellen King | Nominados |
| 2014 | Outstanding Achievement in Sound Mixing for Mini-Series              | C.A.S. Award                          | Erik H. Magnus & Robert Edmondson              | Nominados |
| 2014 | Outstanding Made for Television Movie or Miniseries                  | CDG Award                             | Marilyn Vance                                  | Nominada  |
| 2013 | Best Sound Editing - Long Form Dialogue and ADR in Television        | Golden Reel Award                     | Robert L. Sephton & Robert Guastini            | Nominados |
| 2013 | Best Actress in a Miniseries or a Motion Picture Made for Television | Satellite Award                       | Holliday Grainger                              | Nominada  |
| 2013 | Best Supporting Actor in a Series, Miniseries or TV Film             | Satellite Award                       | William Hurt                                   | Nominado  |

## Producción
La miniserie fue dirigida por Bruce Beresford, producida por David A. Rosemont, Craig Zadan y Neil Meron; y escrita por John Rice y Joe Batteer. La música de la serie estuvo a cargo de John Debney, mientras que en la cinematografía contaron con Francis Kenny.
La serie trabajó con la compañía de producción "Sony Pictures Television". 
Los primeros avances de la miniserie fueron transmitidos el 23 de septiembre de 2013.
Los actores Gabriel Suttle, Dalton Tackett y Sara Elizabeth Brooks interpretaron respectivamente a Clyde, Buck y Bonnie de pequeños.
La primera parte de la miniserie obtuvo 9.8 millones de televidentes en una transmisión simultánea en las tres redes de televisión, convirtiéndose así en la mejor miniserie de cable en tener una apertura alta desde "Broken Trail", "Hatfields & McCoys" y "The Bible". A&E Networks cerró la miniserie con 7.4 millones de espectadores.